# フジミ模型
フジミ模型株式会社（フジミもけい）は、静岡県静岡市駿河区に本社を置く日本の模型製造会社である。通称はフジミ。主にプラモデルの製造販売を行っている。

## 沿革

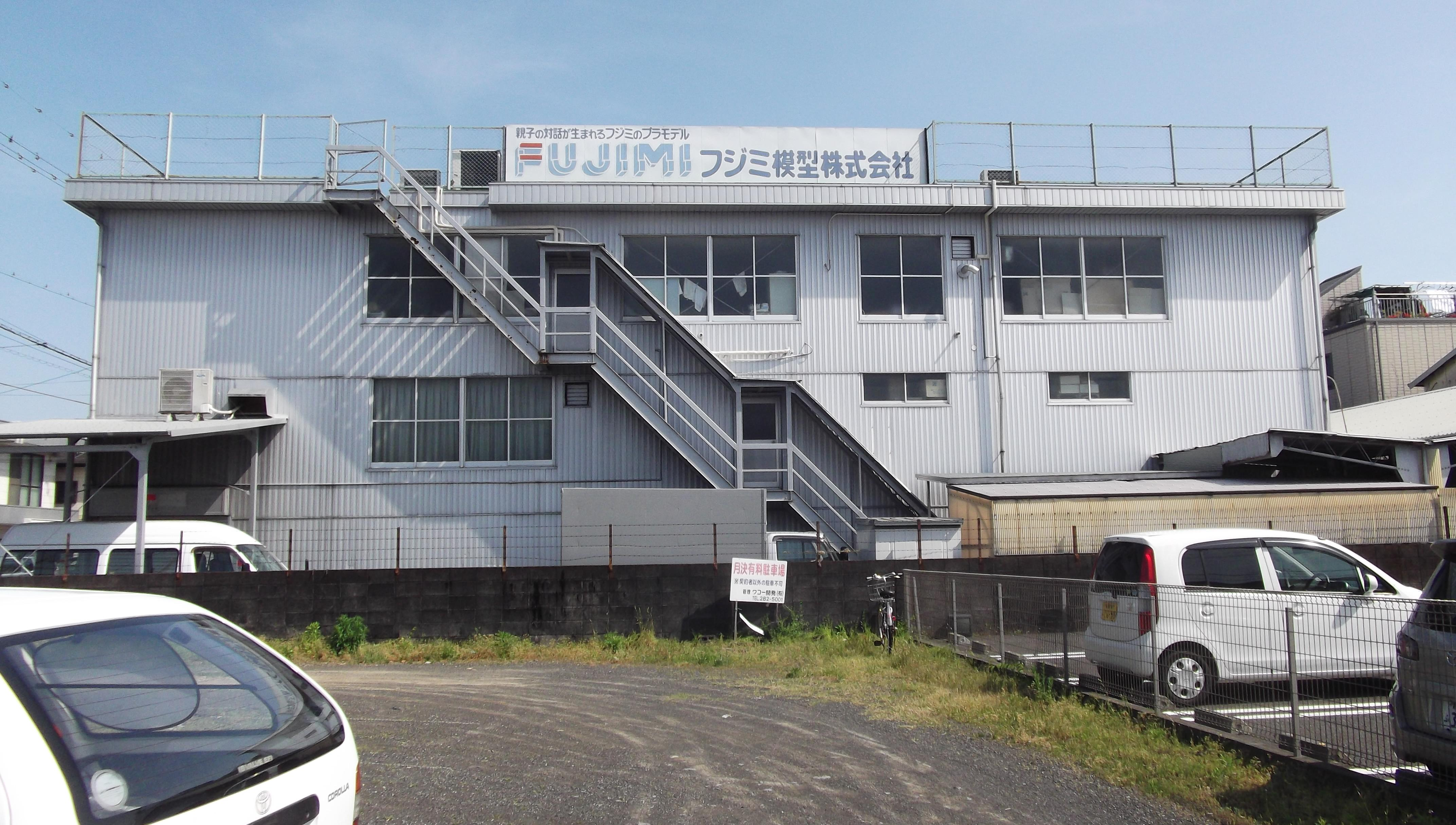
本社屋の別棟（2014年5月撮影）

フジミ模型は、1948年（昭和23年）に静岡県清水市（現：静岡市清水区）で「フジミ模型教材社」として現フジミ模型会長齋藤茂一と後に今井科学を設立する今井栄一によって創業され、当初は木製模型等の製造販売を行っていた。1961年（昭和36年）にプラモデルの製造に参入し、名称をフジミ模型株式会社に変更した。当時は艦船のモデル化に力を入れており、ロゴマークにも黒地に船の舵輪をデザイン化したものが添えられていた。1960年代には、縮尺1/70で第二次世界大戦時の日米の戦闘機、1/50でジェット戦闘機やヘリコプターなどの航空機、1/550の日本戦艦と1/700の空母大鳳、1/44-1/50の戦車および各種スケールの城や寺院などのプラモデルを発売している。また、1960年代初期には戦艦や重巡洋艦の木製ソリッドモデルもプラモデルと共に販売されていた。
1970年に発売されたE-2ホークアイから航空機プラモデルの縮尺は1/72と1/48に変更され、既発売の製品も1/72や1/48と表記されるようになった。1971年には、静岡模型教材協同組合の一員として、田宮模型、長谷川製作所、青島文化教材社とともに1/700の艦船模型ウォーターラインシリーズの販売を開始している。同じ1971年には、既に日本に輸入されて人気を得ていたエアフィックスのHO/OOスケールミリタリーモデルに対抗して、1/76スケールのワールドアーマーシリーズもスタートさせている。また、1970年代の半ば以降、1/20と1/24の自動車も主力商品の一つとして大量に発売されている。
1983年に新たに価格帯に応じてAからHにシリーズ分けされた、1/72スケール飛行機キットの販売を開始し、1990年代後半までに多くの製品を発売した。1988年には、倒産した日東科学から1/76スケールミリタリーモデルの金型を引き継ぎ、ワールドアーマーシリーズに組み入れている。1992年にフジミは静岡模型教材協同組合から脱退し、ウォーターラインシリーズから自社開発分の製品を引き上げ、新たにシーウェイモデルシリーズとして販売を行うこととなった。この脱退により、残った3社はフジミ担当分の穴を埋めるために新たな製品の開発に着手し、フジミもウォーターラインシリーズの枠組みに囚われない製品開発が可能になった。
平成29年7月24日、会社のロゴマークを現行の青文字ブロック体から茶色を基調とする、当社のプラモ販売初期に用いられた筆記体復刻ロゴマークに変更すると発表。同年8月から新ロゴの使用を開始した。

## 製品
フジミの製品はプラモデルとその関連商品（ディテールアップ用パーツなど）にほぼ限定されており、現在の商品内容は、自動車、航空機、艦艇が中心であるが、AFVや名城・建物、キャラクターモデルなども扱っている。シリーズ名や製品番号の変更が比較的頻繁に行われ、デカールや一部仕様を変更した限定版の販売も行っている。

### 航空機
航空機は1/72スケールがメインであるが、1/48スケールと1/144スケールの製品も扱っている。1990年代後半にはアメリカMRC社向けに開発された1/35スケールのヘリコプターを、ビッグサイズヘリの名称で国内販売していた。
1/72スケール
1/72スケールの航空機キットはフジミの主力商品の一つであり、第二次世界大戦機から現用のジェット戦闘機まで多くの機種が発売されている。有名機以外に比較的マイナーな機体が多く発売されているのが特徴で、九八式水上偵察機や零式小型水上偵察機、零式水上観測機、瑞雲などの日本海軍水上機や、九八式直接協同偵察機などが製品化されている。戦後の機体でも、F7Uカットラス戦闘機など他社が開発しない商品展開をみせている。また、最初の1/72スケールキットであるE-2A ホークアイは、ハセガワが2007年にE-2Cを発売するまでは事実上唯一の1/72スケールキットであり、実機の変化に合わせて金型の改修を受けながら生産が続けられ、現在はホークアイ2000の仕様で販売されている。1990年代後半以降はバージョン変更や限定版の発売が主になっていたが、2010年代に入り、バトルスカイシリーズとしてF-15EやF-35Bを新金型で発売している。
1/48スケール
1980年代半ばまでに実スケール1/50のものも含めて50点以上が発売されたが、その後発売のペースは落ち、2014年現在では10点程度がカタログに掲載されている。
1/144スケール
2000年代中期に発売されたB-29および雷電、鐘馗と、1980年代初めに発売されたUH-1Nとリンクスが販売されている。また、2012年に富嶽の塗装済み半完成キットが発売された。

### 艦船
艦艇は主に1/700と1/350で展開されている。武装や航空機などの共通部品やエッチングパーツ、木甲板シールなどのディテールアップ用純正パーツも両スケールに対応して発売されている。また1980年代初めには、集める軍艦シリーズとして1/3000スケールの帝国海軍軍艦が50隻程発売され、軍港のジオラマキットも発売されていた。
1/700スケールシーウェイモデルシリーズ
当初ウォーターラインシリーズの一部として作られていたキット（当時は部品の色がブルーグレイに近い色で、アオシマ、タミヤのキットの部品と色が近かった）を中心に、シーウェイモデルシリーズとなった後に発売された空母鳳翔と軽巡那珂などの旧製品のバリエーション、1990年代後半から2000年代前半にかけて発売されたキティホーク級航空母艦を筆頭としたアメリカ海軍の現用戦闘艦が含まれる。
1/700スケールシーウェイモデル特シリーズ
2004年発売の大和型戦艦から始まった新金型による旧日本軍艦艇の新シリーズ。2009年発売の金剛型戦艦からはシーウェイモデルシリーズの旧製品のリメイクも開始され、その多くで1/350スケールキット並みのディテールが再現されている。2014年現在、旧帝国海軍の戦艦と正規空母の大部分を製品化している。また、空母海鷹や敷設艦津軽、特設水上機母艦讃岐丸、特設給油艦など他社では発売していない艦船も製品化されている。
1/700スケール帝国海軍シリーズ
シーウェイモデル特シリーズのフルハルバージョン。
1/700スケール特EASYシリーズ
塗装不要で初心者や入門者向けのシリーズ。シーウェイモデル特シリーズの成形色を工廠ごとの専用色に変更し、甲板等の再現用にホイルシールをセットしている。
1/350スケール
ハセガワの発売した三笠などのヒットを受け、2007年に始まったシリーズで、金剛、伊勢、翔鶴等の大型艦をモデル化している。また、陸軍潜航輸送艇まるゆがシーウェイモデル特シリーズで製品化されている。
1/500スケール
1/350スケール並みの精密キットをより手軽なサイズと価格で提供可能な、1/350と1/700の中間のスケールを採用したシリーズで、2009年に開始された。戦艦大和と長門の時期による装備変化のバリエーションと、超大和型戦艦が製品化されている。
ちび丸艦隊
ハセガワの「たまごひこーき」の戦艦版的なデフォルメモデル。大和型戦艦（大和、武蔵）、金剛型戦艦（金剛、比叡、榛名、霧島）、赤城、雪風、最上（航空巡洋艦時）、加賀、秋月、翔鶴型空母（翔鶴、瑞鶴（レイテ沖海戦時））、伊勢型戦艦（伊勢、日向。いずれも航空戦艦時）がラインナップされている。塗装が必要なく、組み立てに接着剤を要求しない。
大和型にはエッチングパーツの付属するDX版があり（別売りもされている）、大和・赤城には木甲板を再現する専用シールが別売りでラインナップされている。

### 軍用車両
戦車などの軍用車両は主に1/76と1/72で展開されている。1/76は現在では少数派であるが、フジミの参入時にはミニスケールミリタリーモデルの主力であり、ほぼ同時期に日東科学教材も参入している。当初は戦車を中心とした「ワールドアーマーシリーズ」と、兵士のフィギュアとジオラマ用のアクセサリーを中心とした「ジオラマシリーズ」2つのシリーズを展開していた。また1970年代にはこのシリーズの車輌やフィギュア、樹木のキット、カラーパウダー、ベースが入った情景模型セット「ワンカットシリーズ」（ベースは立体的なバキュームフォーム成形、10種類）および「ジオラマセットシリーズ」（ベースはプラ板二枚、7種類）も発売されていた。1987年に倒産した日東の製品を編入後、2つのシリーズは1つに統合された。1990年代半ばに新たに「スペシャルワールドアーマーシリーズ」として陸上自衛隊の戦車3種（61式、74式、90式）とタイガーI後期型が発売され、旧製品は「ナナロクシリーズ」と呼ばれるようになった。ただし、旧製品の一部は「スペシャルワールドアーマーシリーズ」に組み込まれている。2010年より1/72でのモデル化を開始し、8月に1作目の「ドイツ軍用3tトラック救護車仕様」を発売した。本製品はオペル・ブリッツの模型であるが、商標権の関係で固有名詞は表示されていない。
1/76スケール
ナナロク、スペシャルワールドアーマーの2つのシリーズを展開している。製品化されているのは、自衛隊の戦車3種を除き全て第二次世界大戦時の戦車・装甲車・火砲・兵士などである。自衛隊戦車、タイガーI後期型および2000年代に開発されたIS-2のキャタピラは一部組み立て式のインジェクション成形品、1970年代に開発された旧製品は自社製、旧日東製共にベルト成形の軟質樹脂だったが、スペシャルワールドアーマーシリーズに組み込まれた旧日東製品の一部（III号戦車、キングタイガーなど）はインジェクション成形のキャタピラに変更されている。
1/72スケール
オペル・ブリッツ、タイガーI初期型と陸上自衛隊の10式戦車、3トン半大型トラックのバリエーションが発売されている。10式戦車は最初試作3号車が製品化されたが、後に部品を大幅に入れ替えて量産型が発売された。また、3トン半大型トラックはアオシマ製とほぼ同時発売の競作となって話題を呼んだが、バリエーションモデルはアオシマと異なるタイプを製品化している。
ちび丸ミリタリー
艦船モデル「ちび丸艦隊」の軍用車両版。10式戦車（ドーザーブレードの有無で2種ラインナップ）、1/2トントラックがラインナップされている。

### 自動車
自動車の模型はフジミの主力商品であり、主に1/24で新旧の乗用車やチューニングカー、レーシングカーを数多く商品化している。ただし、1970年代までに開発された旧製品と、そのバリエーションも多い。2000年代半ばからは、1/20のF1カーや、1/32のトラックと観光バスもシリーズ展開されている。また、種類は少ないものの1/16や1/12の大型モデルも作られており、1990年代には1/48の製品も作られていた。改造やディテールアップ用のタイヤ、ホイール、メタルマフラー、エッチングパーツ、デカールなども1/24用を中心に発売されている。また、『頭文字D』、『湾岸ミッドナイト』、『逮捕しちゃうぞ』、『ナニワトモアレ』など講談社系の作品を中心に、『オーバーレブ!』や『よろしくメカドック』、『サーキットの狼』など、自動車を扱ったマンガ作品の版権を取得し、登場する車両を再現したモデルも発売している。また、アオシマの痛車に対抗してアニメなどのキャラクターのデカールを加えた「きゃらdeCAR〜るシリーズ」を展開している。初音ミクやエヴァンゲリオンをモチーフにした実在のレーシングカーやレーシングオートバイと、その架空のバリエーションも製品化している。
1/24 インチアップシリーズ
ベーシックな国産車を製品化した自動車モデルのメインシリーズ。2000年代まではインチアップディスクシリーズと呼ばれていた。品番はIDで始まる（例：ID-1）。
1/24 峠シリーズ
峠族の車で足回りがチューンされているという設定であるが、形状はノーマル。インチアップシリーズから外れた物が組み込まれる事もあるが、概ね重複している。デカール類の追加程度の差別化が図られている。2022年には『E.A.S.(Easy Alignment System)』と呼ばれる独立車高調整ギミックを採用した新シャーシが登場、No.2のホンダ・CR-Xを皮切りに順次既存シャーシと置き換えられる。
1/24 ヒストリックレーシングカーシリーズ
1960年代から1970年代の旧式のレーシングカーをメインに展開している。主なモデルはポルシェ917、フォード・GT40、スカイラインGT-R（ハコスカ）など。エッチングパーツ付きのキットもある。品番はHRで始まる。
1/24 エンスージアストシリーズ
1960年代から1970年代のスポーツカーを、実車に忠実にスケールダウンすることに主眼に置いた精密モデルシリーズ。ホワイトメタルや真鍮といった金属製パーツやエッチングパーツがふんだんに盛り込まれ、製作の難易度も高い。精密さを追求するあまり、組んでしまえば見えなくなってしまうクランクケース内のクランクシャフトやコンロッド、ピストンまで再現したモデルもある（ポルシェ356）。主なモデルはポルシェ・911シリーズ（901 - 930迄）、BMW635CSi、ランチア・ストラトス等。以前はフェラーリもシリーズ内に組み込まれていたが、90年代半ばのフェラーリの版権問題で一時生産中止になっていた。その後版権が緩和されフェラーリ関連は独自にシリーズ化され新製品を加えながら現在に至る。品番はENで始まる。
1/24 リアルスポーツカーシリーズ
エンスージアストシリーズと対照的に部品点数を極力抑え、簡単に組み立てられる。第1弾はフェラーリ・F40。
1/24 ノスタルジックレーサーシリーズ
1970年代の国産スポーツカーのレーシングカー仕様。従来のキットにレーシングシート、ステアリング、ベルト用のバックルを追加したもの。
1/20 グランプリシリーズ
フェラーリを中心としたF1マシンの新金型キット。2007年に第1弾のフェラーリ・126C2が発売された。
トラック、観光バスシリーズ
両シリーズとも2007年に始まった新金型によるキット。スケールは1/32。トラックシリーズは当初「颯(はやて)シリーズ」と呼ばれていた。このほかに、旧ミツワモデルの1/24大型トラックをラインナップしたシリーズもある。
1/12 スカイラインGT-Rシリーズ
接着剤を使用しないボルトオン方式で組み立てる大型精密キット。
1/16 スーパーカーシリーズ
フェラーリ・F40、フェラーリ・288GTOなどを中心にした大型精密キット。
1/24 『頭文字D』シリーズ
原作やアニメに登場したほとんどの車両を網羅している。但し、エアロパーツの有無やバージョンの違いなど、作中とは異なる仕様となっている製品が存在する。
きゃらdeCAR〜るシリーズ
アオシマの痛車シリーズと同様に、深夜アニメ作品がシリーズの主力であるが、美少女ゲームやアダルトゲーム作品を取り扱ったものも数多くリリースしている。デカールのみの商品もある。車だけでなく、1/700スケールの空母キティホークの『けいおん!』仕様も発売された。
ガレージ&ツール
1/24のガレージ本体と備品、工具、道路標識、フィギュアなどのアクセサリーが中心であるが、1/20のピットクルーや1/32のフォークリフトなども製品化している。

### 建物
名城、建物の2つのシリーズで、日本の城や寺院、神社などの歴史的建物を製品化している。1960年代から販売されている、フジミを特徴づける製品の一つで、縮尺は様々（いわゆる箱スケール）だが、鉄道模型のNゲージと同じ1/150のものも複数ある。

### 鉄道車両等
ストラクチャーキットとして東京モノレール1000形とゆりかもめ7200系、はたらくのりものシリーズとして札幌市交通局3300形電車と未来型水上バス ヒミコをNゲージに相当する1/150スケールで発売している。札幌市交通局3300形電車は、札幌時計台とセットにした雪ミク電車バージョンも発売されている。1970年代には、1/150スケールのSL、L特急、ブルートレイン、寝台電車特急なども発売されていた。また1/45スケール（Oゲージ相当）でモーター走行のC53が発売されていた。

### キャラクターモデル
国産プラモデル創成期の1960年代初期にギャラント・メンのフィギアやゼロ戦太郎、伊賀忍者などのオリジナルキャラのホッピングモデルを出しており、1967年にはタイムトンネルを製品化している。その後キャラクターモデルからは遠ざかってたが、1999年に完全新金型で『ウルトラセブン』に登場する「TDF PO-1ポインター」の1/24キットを発売、引き続き「マグマライザー」、「ハイドランジャー」、1/700海底軍艦 「轟天号」などを発売した。2001年には、『勇者特急マイトガイン』の「グレートマイトガイン」を1/144スケールでモデル化し、『新世紀エヴァンゲリオン』に登場する葛城ミサトの愛車A310改もフィギュア付きで発売している。またPCゲーム『kanon』に登場する月宮あゆのレジンキャスト製キャラクターフィギュアを発売したことでも話題を呼んだ。2010年代に入ってからも、『ウルトラマン』に登場する「小型ビートル」や、映画『ブレードランナー』に登場する飛行自動車「スピナー」、『仮面ライダー』の「サイクロン号」などを製品化している。最近では熊本県のキャラクター「くまモン」関連の製品を出しており、『007』のロータスエスプリや1960年代に製品化された潜水艇アルビン号をスナップキットに改修したくまモンのコラボ製品も販売されている